# Prykordonne
Prykordonne (ukr. Прикордонне), do 2024 r. Krasnodarśkyj (ukr. Краснодарський) – osiedle typu miejskiego na Ukrainie, w obwodzie ługańskim, w faktycznie niefunkcjonującym rejonie dołżańskim, od 2014 pod kontrolą marionetkowej, uzależnionej od Rosji Ługańskiej Republiki Ludowej. W 2001 liczyło 412 mieszkańców, spośród których 5 wskazało jako ojczysty język ukraiński, a 407 rosyjski.